# Кубок Кремля 2000
Кубок Кремля 2000 — ежегодный профессиональный теннисный турнир в серии международной серии ATP для мужчин и 1-й категории WTA для женщин. Турнир традиционно проводился на закрытых кортах с ковровым покрытием в московском спорткомплексе «Олимпийский». Мужской турнир проводился в 11-й раз, женский — в 5-й. Соревнования прошли с 23 по 29 октября.
Прошлогодние победители:
- мужской одиночный разряд —  Евгений Кафельников
- женский одиночный разряд —  Натали Тозья
- мужской парный разряд —  Джастин Гимельстоб /  Даниэль Вацек
- женский парный разряд —  Лиза Реймонд /  Ренне Стаббс

## Соревнования

### Мужчины

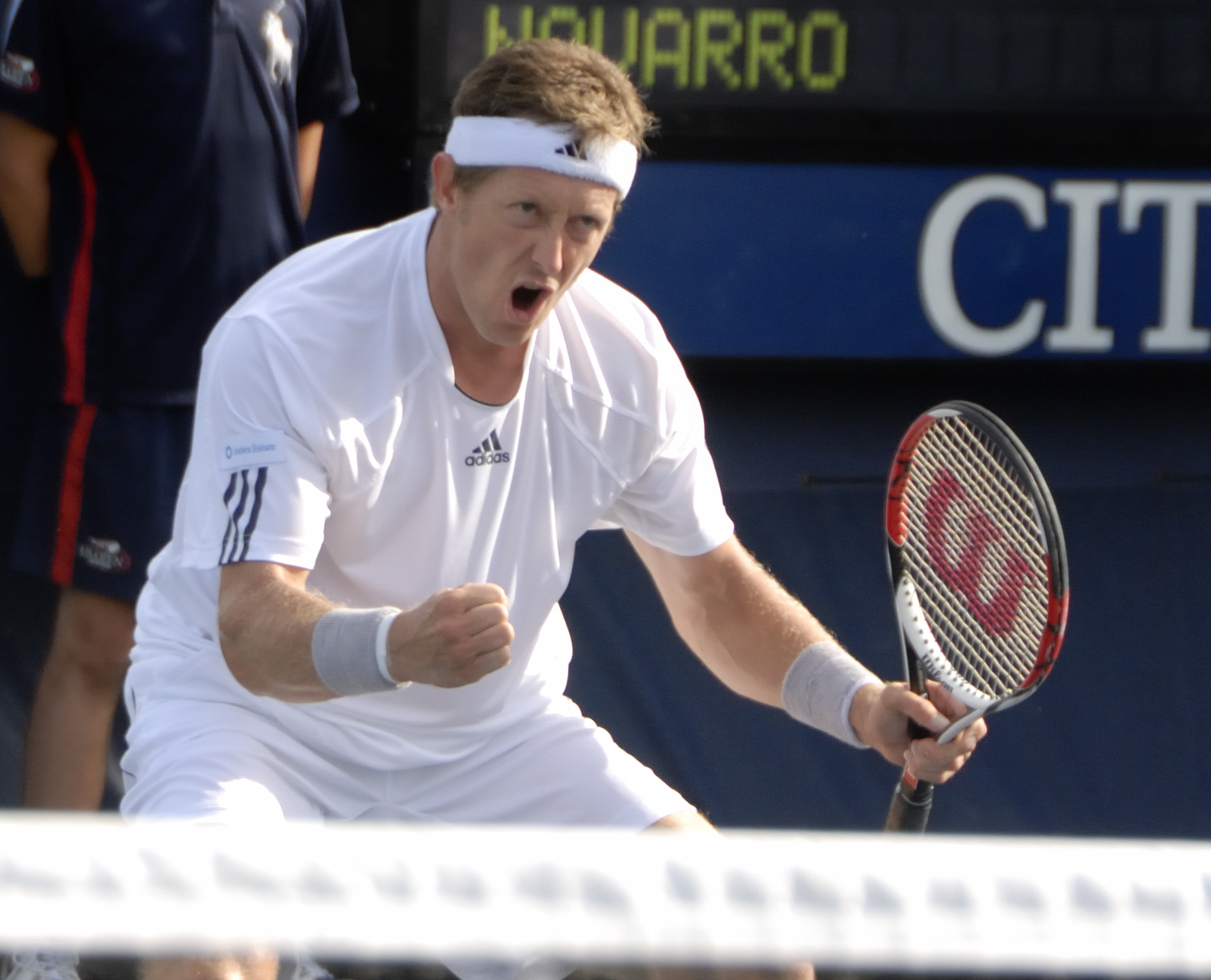
Победитель парного турнира у мужчин — швед Йонас Бьоркман.

#### Одиночный разряд
Евгений Кафельников обыграл  Давида Приносила со счётом 6-2, 7-5.
- Кафельников выигрывает свой 2й титул в году и 22й за карьеру.

#### Парный разряд
Йонас Бьоркман /  Давид Приносил обыграли  Иржи Новака /  Давида Рикла со счётом 6-2, 6-3.
- Бьоркман выигрывает свой 1й титул в году и 21й за карьеру.
- Приносил выигрывает свой 2й титул в году и 8й за карьеру.

### Женщины

#### Одиночный разряд
Мартина Хингис обыграла  Анну Курникову со счётом 6-3, 6-1.
- Хингис выигрывает свой 8й титул в году и 34й за карьеру.

#### Парный разряд
Жюли Алар-Декюжи /  Ай Сугияма обыграли  Мартину Хингис /  Анну Курникову со счётом 4-6, 6-4, 7-6(5).
- Алар-Декюжи выигрывает свой 10й титул в сезоне и 15й за карьеру.
- Сугияма выигрывает свой 7й титул в сезоне и 16й за карьеру.